# Gymnoscelis pumilata
Gymnoscelis pumilata là một loài bướm đêm trong họ Geometridae.